# Die Ästhetik des Widerstands
Die Ästhetik des Widerstands ist der Titel eines dreibändigen, um die eintausend Seiten umfassenden Romans von Peter Weiss, der in zehnjähriger Arbeit zwischen 1971 und 1981 entstand. Das Werk stellt den Versuch dar, die historischen und gesellschaftlichen Erfahrungen und die ästhetischen und politischen Erkenntnisse der Arbeiterbewegung in den Jahren des Widerstands gegen den Faschismus zum Leben zu erwecken und weiterzugeben. Zentral ist der Gedanke der zu erreichenden Einheit: zwischen Kommunisten und Sozialdemokraten wie zwischen der künstlerischen Moderne und der Arbeiterbewegung. Die drei Bände sind einzeln in den Jahren 1975, 1978 und 1981 in Westdeutschland im Suhrkamp Verlag erschienen, 1983 wurden sie in einer geschlossenen Ausgabe nach Vorabdrucken in der DDR veröffentlicht. Ein Seitenstück zu dem Roman sind Weiss’ Notizbücher 1971–1980, eine Auswahl, die vom Autor selbst mit der Absicht zusammengestellt wurde, den Entstehungsprozess, die Quellen des Romans und die langdauernde Arbeit an seiner Fertigstellung zu dokumentieren; auch sie sind 1981 bei Suhrkamp erschienen.
Aufgrund seines besonderen formalen Aufbaus ist Die Ästhetik des Widerstands auch als Roman-Essay bezeichnet worden.

## Werkbeschreibung

### Zum Inhalt allgemein

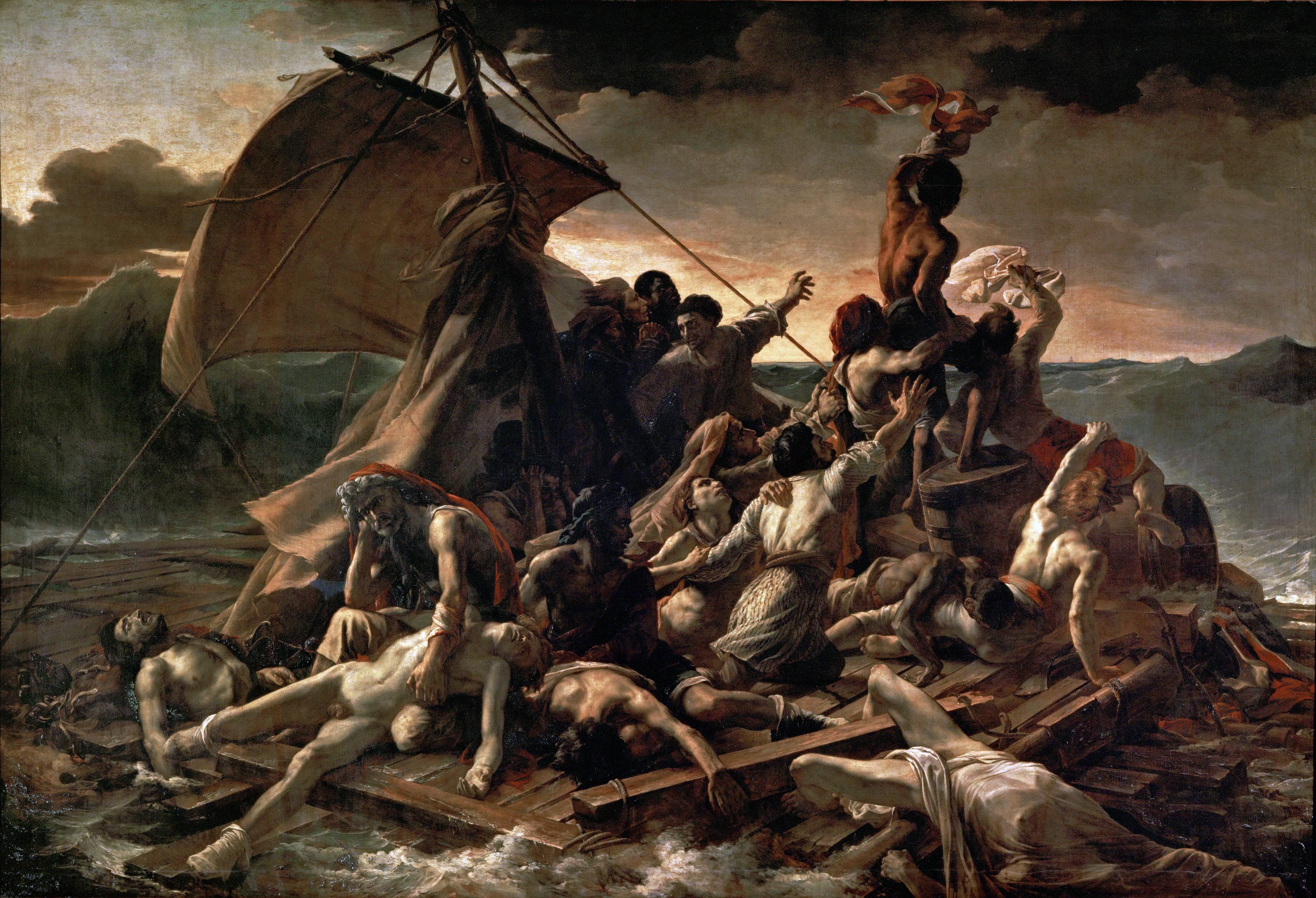
Das Floß der Medusa

Das erst kurz vor dem Tod des Autors abgeschlossene Werk zeichnet ein umfassendes Bild der faschistischen Epoche in Europa aus der Sicht des antifaschistischen Widerstands.
Zentrale Figur ist ein durch den ganzen Roman namenlos bleibender, fiktiver deutscher Arbeiter und Widerstandskämpfer, den Weiss, wie er selbst bemerkte, mit seiner eigenen „Wunschbiographie“ versehen hat. Dieser Arbeiter leidet darunter, dass er, der Proletarier, sich nur unter sehr großen Anstrengungen bilden kann, doch benötigt er Bildung, um die Welt zu deuten und sein Verhalten im Klassenkampf darauf einstellen zu können. Im schwedischen Exil begegnet er Bertolt Brecht, von dem er Einblick erhält in die Arbeitsstruktur eines Autors und das effektvolle Schreiben lernt. Er versucht sich anschließend als Journalist. Er bekommt den Eindruck, dass er an Macht gewonnen hat, seit er in der Lage ist, die Welt literarisch zu beschreiben. Dieser Aspekt des Romans lässt sich als Entwicklungsroman bezeichnen.
Im Mittelpunkt steht zudem die Frage, welche Rolle Kunst und Kultur als Nährboden für politischen Widerstand gegen totalitäre Systeme spielen können. Weiss schildert dazu nicht nur die Lebensbedingungen, unter denen Menschen mit Kunst in Berührung kamen. Er beschreibt auch, wie bestimmte Kunst den wenigen Menschen, die sich dem Faschismus widersetzten, Kraft und Orientierung vermitteln und das politische Bewusstsein schärfen konnte.
Durch alle Bände ziehen sich wie ein roter Faden die Darstellungen von Kunstrichtungen wie des Dadaismus oder des Surrealismus sowie Interpretationen von Werken der bildenden Kunst und der Literatur, so zum Beispiel der Tempelanlagen von Angkor Wat, der Gemälde Das Floß der Medusa von Théodore Géricault (Louvre), Die Freiheit führt das Volk von Eugène Delacroix und insbesondere Pablo Picassos Guernica. Franz Kafkas Roman Das Schloss wird im Text ausführlich interpretiert und in Verfahren und Wirkung mit Klaus Neukrantz’ Buch Barrikaden am Wedding verglichen. Schon gleich am Anfang des Romanes, bei einem konspirativen Treffen vor der Schlachtendarstellung auf dem Fries des antiken Pergamonaltars führen der Ich-Erzähler und zwei seiner kommunistischen Genossen eine Diskussion über Geschichte, Politik, Kultur, Kunst und Literatur – vor allem jedoch um die Möglichkeit, das kulturelle Erbe der Vergangenheit für den sozialistischen und antifaschistischen Kampf zu nutzen. In den Giganten, die auf dem Pergamonaltar von den olympischen Göttern besiegt werden, erkennt er das Abbild der Proletarier, die sich gegen ihre Unterdrücker wehren. Überlegungen, wie die Erfahrungen, die diese Bilder ausdrücken, sich für die aktuellen Kämpfe nutzen lassen, ziehen sich wie ein Leitmotiv durch den Roman.
Historische Recherchen, unter anderem über Herbert Wehner und die Mitglieder der „Roten Kapelle“ um Harro Schulze-Boysen, flossen in das Werk ebenso ein wie detailgetreue Beschreibungen von Orten, Wahrnehmungen, Gedankengängen und der Bewusstseinsentwicklung des Protagonisten und seiner Mitstreiter.

### Inhalt der drei Bände

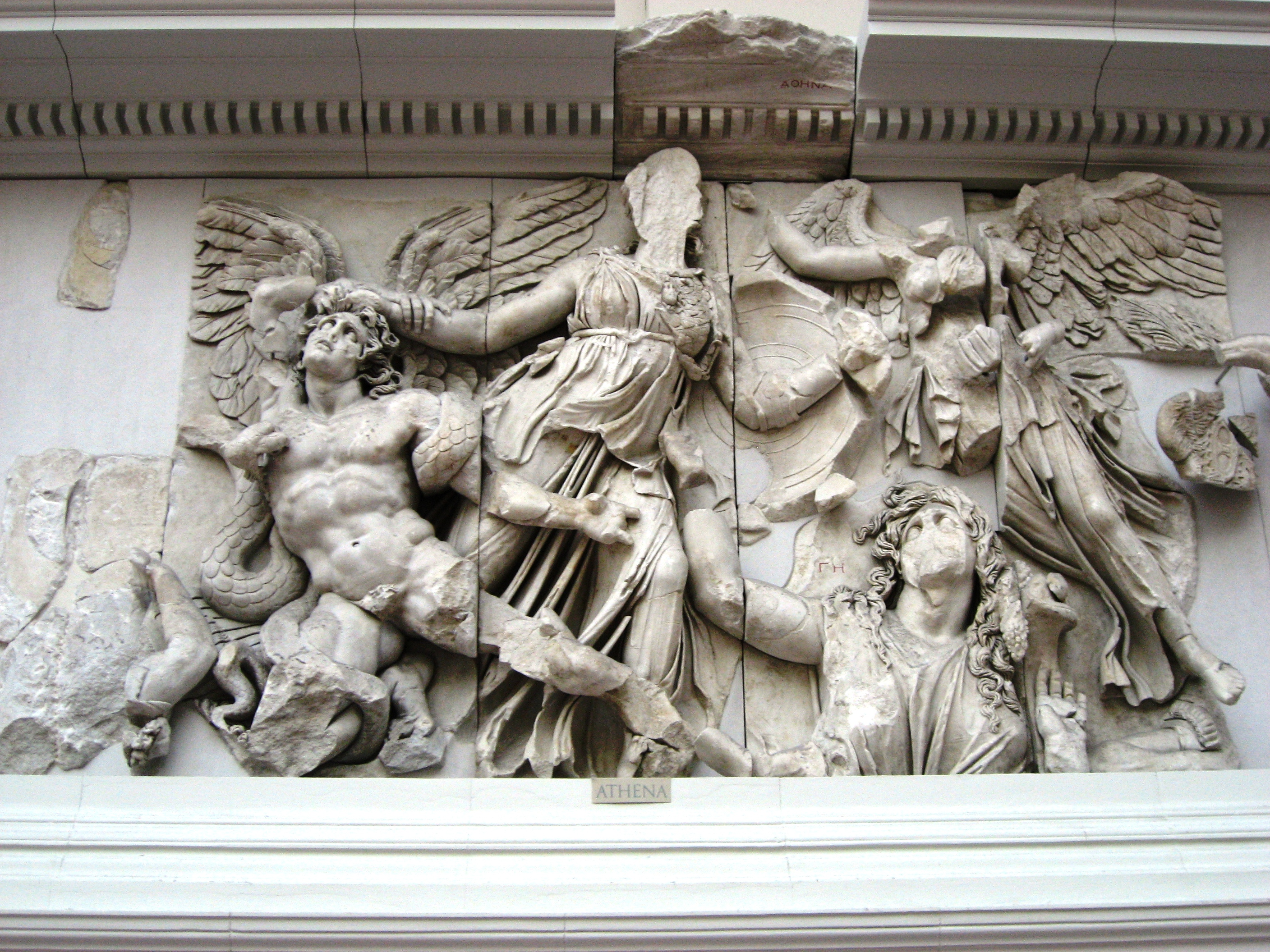
Detail des Pergamon-Altars: Die Erdgöttin Ge taucht aus dem Untergrund auf, ein im Roman mehrfach interpretiertes Motiv

Der 1. Band behandelt vornehmlich Erfahrungen der proletarischen Bildung, des Lesens und Sehens von Kunstwerken vom Standpunkt des Arbeiters vor dem Hintergrund der verfallenden Weimarer Republik und des aufziehenden Faschismus. Die Erzählung setzt im September 1937 ein, Dialoge eröffnen Rückblicke auf die gescheiterte Bremer Räterepublik und die fehlgeschlagenen Kooperationsversuche zwischen sozialdemokratischen und kommunistischen Arbeitern in der Weimarer Republik. In Form vielfältiger Überblendungen und Montagen aus der Perspektive des Erzählers entsteht ein breites Panorama. Wenige Tage später verlässt dieser als Jugendlicher Berlin und gelangt über die damalige Tschechoslowakei nach Spanien, wo er als Sanitäter bei Albacete und in Dénia an der Seite des Arztes Max Hodann für die Republikaner am Kampf gegen Franco teilnimmt. In Spanien erlebt er die scharfen Konflikte zwischen den verschiedenen linken Gruppen und hört von Stalins Schauprozessen gegen vorgebliche Abweichler und Verräter.
Im 2. Band verschlägt es den Erzähler nach der Auflösung der Internationalen Brigaden und dem Zusammenbruch der Spanischen Republik zunächst nach Paris, wo er dem kommunistischen Kulturorganisator Willi Münzenberg begegnet. Wie auch Weiss selbst, emigriert der Protagonist schließlich nach Schweden. Er arbeitet in einer Stockholmer Fabrik (die auf Rüstungsproduktion umgestellte „Separator Fabrik“ – gemeint ist Alfa Laval) und betätigt sich in der illegalen KP. Er lernt den ebenfalls im schwedischen Exil in Lidingö lebenden Bertolt Brecht kennen und beteiligt sich an dessen Arbeiten zu einem Drama über Engelbrekt. Er entschließt sich, in der Tradition Brechts und Münzenbergs sozialistische Parteilichkeit mit persönlicher Kreativität zu verbinden und zum kritischen Chronisten seiner Epoche zu werden. Die Auseinandersetzung der Gruppe um Brecht mit der historischen Figur des mittelalterlichen Bergbauunternehmers Engelbrekt führt den Erzähler zu einer kritischen Reflexion der Bündnispolitik der Kommunistischen Partei Schwedens, die zunächst durch die Vorgaben der Komintern behindert wurde, wonach eine Volksfrontbildung nur unter Führung der Kommunisten zu erfolgen habe, und dann in das Korsett des sowjetischen Kriegskommunismus gezwängt blieb. Eigenständige Entscheidungen mit Blick auf die Bildung einer Einheits- bzw. Volksfront mit den schwedischen Sozialdemokraten und anderen Kräften waren damit nicht möglich. Der Erzähler begegnet auch Rosalinda von Ossietzky, der Tochter Carl von Ossietzkys, deren Schicksal nach ihrer Ankunft in Schweden die zur Schau getragene Neutralitätspolitik Schwedens entlarvt. Das gilt auch für die in diesem Band als weitere Akteurin auftretende Charlotte Bischoff, eine Kommunistin, die den Auftrag der Partei erhält, aus ihrem Exil heimlich wieder nach Deutschland einzureisen, um Kontakt mit dem Widerstand zu suchen.
Aus ihrer Sicht wird dann ein großer Teil der Geschichte der Roten Kapelle im 3. Band erzählt, obwohl der Ich-Erzähler ihr nicht begegnet und also nicht über sie wie über die anderen Personen aus erster Hand berichten kann. Nach der Flucht seiner Eltern aus Tschechien in das schwedische Alingsås erlebt der Erzähler bei seinen Besuchen im Haus der Eltern den psychischen Verfall seiner Mutter, die die traumatisierenden Erlebnisse während der Flucht nicht verarbeiten kann. Er leidet sehr unter seiner und seines Vaters Unfähigkeit, auf den totalen Rückzug der Mutter angemessen zu reagieren. Zum ersten Mal wird damit im 3. Band das Leiden an Verfolgung, Flucht und Entwurzelung explizit angesprochen, nachdem zuvor die Verfolgten und Exilierten meist als Menschen mit der bemerkenswerten Fähigkeit beschrieben wurden, ihr Schicksal durch ihre politische Arbeit zu bewältigen oder zu kompensieren. Nach dem Tod der Mutter und seiner Entlassung aus der Stockholmer Fabrik schließt sich der Erzähler dem Widerstandskampf gegen NS-Deutschland an. Auf politische Weisung hin ist er an der illegalen Einschleusung von Untergrundkämpfern nach Deutschland selbst nicht beteiligt. Er beschreibt aus räumlicher und zeitlicher Distanz den Widerstand der Roten Kapelle um Harro Schulze-Boysen und Dr. Arvid Harnack in Berlin. Die detaillierte Beschreibung der Verhaftung und Hinrichtung der Widerständler in Plötzensee stellt den erschütterndsten Teil des Romans dar. Hier wechselt der bisher sachliche Ton der Darstellung von Verfolgung und Inhaftierung in eine grausame Passionsgeschichte. Auch die Verzweiflung über und das Leiden der nicht entdeckten Widerstandskämpfer an diesen Schicksalen und an ihrem eigenen Weiterleben wird zum Thema. Sie haben keinen Volksaufstand herbeiführen können und waren auf die Befreiung durch die Alliierten angewiesen, womit sie auch das Recht auf Selbstbestimmung verloren.
Die Erzählung endet im Jahr 1945 nach der Niederringung des Faschismus in Europa mit einem letzten Hinweis auf den Fries des Pergamonaltars, „auf dem die Söhne und Töchter der Erde sich gegen die Gewalten erhoben, die ihnen immer wieder nehmen wollten, was sie sich erkämpft hatten“.

## Formmerkmale, Aufbau
Die drei Bände des Werks bestehen jeweils aus zwei Teilen, die mit den römischen Zahlen I und II überschrieben sind. Der Text ist weder in Kapitel noch in Absätze gegliedert, sondern in absatzlose „Blöcke“, die meist etwa fünf bis zwanzig Druckseiten umfassen und durch Leerzeilen voneinander getrennt sind. Peter Weiss verzichtet zudem auf Anführungszeichen, Gedankenstriche, Ausrufezeichen und Fragezeichen; die Interpunktion besteht also nur aus Punkten und Kommata. Letztere werden vor allem zur Gliederung der häufig langen, parataktisch gebauten Sätze genutzt. Auch in Lautung und Schreibung durchziehen einige Eigentümlichkeiten von Weiss alle Bände: insbesondere die regelmäßige Auslassung des unbetonten e („entstehn“, „Pulvrisierung“) und die Schreibung von Jahreszahlen in zwei Worten mit groß geschriebenen Initialen („Neunzehnhundert Siebenunddreißig“).
Anders als in anderen experimentellen Texten – wie zum Beispiel bei James Joyce oder Gertrude Stein – entsprechen jedoch die Satzkonstruktionen durchaus den grammatischen und pragmatischen Konventionen. Bei den Textblöcken handelt sich durchweg um etablierte epische Formen: Erzählerbericht, Beschreibung, Reflexion und direkte oder indirekte, gelegentlich auch Erlebte Rede. Ein bis zum Ende des Buches namenlos bleibendes Ich erzählt den Roman. Der Ich-Erzähler berichtet prinzipiell in chronologischer Reihenfolge Erlebtes, Wahrgenommenes, Empfundenes und Gedachtes; Sprünge in der erzählten Zeit kommen häufig dadurch zustande, dass das Ich die Rede anderer Personen referiert, oft mit sich wiederholenden Inquit-Formeln („sagte mein Vater“). Im zweiten und vor allem im dritten Band tritt die Erzählerfigur zunehmend zurück, immer längere Passagen werden aus der Perspektive anderer Figuren berichtet (insbesondere Charlotte Bischoff). Dennoch wird der berichtende und beschreibende Tonfall des Ich-Erzählers beibehalten.
Die erzählte Zeit umfasst einen klar definierten Zeitraum vom 22. September 1937 bis zum Jahre 1945. Durch Figurenrede und vor allem Reflexionen des Erzählers und anderer Romanfiguren werden jedoch weit ausgreifende Rückblicke in die Handlung hereingeholt.
„Der Roman gewinnt seine Unverwechselbarkeit durch einige markante Strukturelemente wie die Kombination von historisch authentischen und fiktiven Figuren sowie die Kombination von narrativen und reflexiven Partien, die zu der treffenden Bezeichnung ‚Roman-Essay‘ geführt hat. Ein weiteres dominantes Merkmal sind die ausgedehnten dialogischen Partien, teils in direkter, teils in indirekter Rede. Sie sind formaler Ausdruck einer Gedankenbewegung, die in Brechts Nachfolge immer wieder versucht, widersprüchliche Positionen (in Politik, Ideologie, Ästhetik) zu artikulieren und so gegeneinander zu setzen, dass sie zu neuen Erkenntnissen, Konsequenzen, Veränderungen führen. Eine ähnliche Funktion kommt dem Verfahren der Montage zu, mit dem Weiss auf quasi-filmische Weise verschiedene Orte, Zeiten, Figuren und Standpunkte miteinander konfrontiert. Andererseits bewirkt der biografische Erzählrahmen zumindest formal eine ‚Einheit der Widersprüche‘“.

## Entstehungs- und Veröffentlichungsgeschichte

### Ausgangssituation
Die erste Erwähnung des Romanprojekts findet sich in Peter Weiss’ Notizbüchern im März 1972: „Seit Anfg. Okt. 71 Gedanken zum Roman.“ Weiss hatte damals seit mindestens acht Jahren keine fiktionale Prosa mehr veröffentlicht. Als Dramatiker war er in eine Krise geraten: Trotzki im Exil war in der DDR als antisowjetisch nicht akzeptiert und in der BRD vernichtend kritisiert worden, an Hölderlin hielt der Autor selbst umfangreiche Änderungen für nötig, mit denen er eben beschäftigt war. Die in diesen Stücken angeschlagenen Themen, die Geschichte der sozialistischen und kommunistischen Oppositionen und das Verhältnis von Kunst und Politik, griff die Ästhetik des Widerstands in neuer Form auf.
Für die Wahl der Romanform dürfte, wie Kurt Oesterle zeigt, eine weit zurückreichende Vorgeschichte wesentlich sein. Immer wieder hatte sich Weiss seit Anfang der 60er Jahre mit dem Plan befasst, ein Werk nach dem Vorbild von Dante Alighieris Göttlicher Komödie zu schaffen. Zunächst hatte er die Vorstellung eines dramatischen Werkzyklus über das „Welttheater“ der Unterdrückung, doch im Sommer 1969 entschied er sich für eine Prosafassung und arbeitete auch bereits daran. Dieses Projekt wies zwei „Monstrositäten“ auf: „die Epoche in ihrer Totalität zur Darstellung zu bringen“ und „dies durch Spiegelung in Bewusstsein und Sprache eines einzigen Zeitgenossen … zu tun“ – wofür ausschließlich eine epische Form geeignet war.
Nicht nur diese gewaltigen Ansprüche verbinden das Divina-Commedia-Projekt mit der Ästhetik des Widerstands – auch im Text des Romans sind zahlreiche Anklänge zu erkennen. Dantes Werk wird in der Ästhetik des Widerstands zum Thema der Kunstgespräche, und Motive der Divina Commedia unterliegen zentralen Romanpassagen, bis hin zum direkten Zitat. Auch Weiss selbst hat unter anderem die illegale Deutschlandreise von Charlotte Bischoff in Band 3 als „Hadeswanderung“ bezeichnet. So ist es zumindest „denkbar, dass die Weisssche DC im Widerstandsprojekt aufging – Rest einer Mitgift aus früheren Jahren.“

### Recherche
Am Beginn der konkreten Romanarbeit standen ausgedehnte Recherchen von Weiss, die er über die ganze Entstehungsdauer des Werks fortsetzte. Zunächst konzentrierte er sich auf die Personen des schwedischen Exils, die später die Handlungsträger des zweiten und dritten Bandes bildeten. Allein 1972 führte Weiss Interviews mit Hinterbliebenen Max Hodanns sowie dessen Arzt, mehreren Mitarbeitern Brechts, Rosalinde von Ossietzky, Karl Mewis, Charlotte Bischoff, Herbert Wehner, Paul Verner, Georg Henke und Herbert Warnke, dazu mit weiteren Zeitzeugen, unter anderem verschiedenen Ingenieuren der Alfa-Laval-Separatorenwerke, bei denen der Erzähler zeitweise arbeitet. Hinzu kam ein intensives Archivstudium in zahlreichen Bibliotheken. Vor allem aber legte Weiss größten Wert darauf, die Orte der Romanhandlung persönlich in Augenschein zu nehmen.
Insbesondere eine Spanienreise im März/April 1974 diente der Aufgabe, authentische Informationen über die Orte zu erhalten, an denen Teil 2 des 1. Bandes spielt. Unter anderem entdeckte Weiss im ehemaligen Hauptquartier der Internationalen Brigaden in Albacete Reste eines Freskos, das im Roman ausführlich beschrieben wird. Wie wichtig ihm derartige Eindrücke waren, ist unter anderem daran zu erkennen, dass es ihm gelang, die konspirative Wohnung des Komintern-Beauftragten Jakob Rosner in Stockholm kurz vor dem Abriss des Hauses zu entdecken, und dass er im letzten Moment noch aktuelle Ausgrabungsergebnisse aus der Zeit Engelbrekts in Stockholm in den bereits fertigen Text des zweiten Bandes einarbeitete.

### „Ich kann diese riesige Arbeit nicht bewältigen“
„Begonnen mit dem Buch“, vermeldet ein Eintrag vom 9. Juli 1972 in den „Notizbüchern“, unmittelbar nach einem Besuch des Pergamonmuseums in Berlin. Zunächst war nur ein Band vorgesehen, der den Titel Der Widerstand tragen sollte. Doch Weiss stieß auf beträchtliche Schwierigkeiten, insbesondere im Zusammenhang mit der Figur des Ich-Erzählers. Zweimal begann er neu, im Oktober 1972 und im April 1973. Auch über den Titel reflektierte er immer wieder: Im August 1973 erschien erstmals der „sperrige“ Titel Die Ästhetik des Widerstands in den Notizbüchern. Noch aus dem April 1975 ist ein Brief des Suhrkamp-Leiters Siegfried Unseld erhalten, in dem es heißt: „Wir haben uns auch verständigt, dass der Titel des Romans ‚Der Widerstand‘ heißen soll.“ Wie es zur endgültigen Titelwahl kam, ist nicht bekannt.
Ein plastisches Bild der Schreibprobleme vermittelt ein Zitat aus den Notizbüchern: „Ich kann diese riesige Arbeit nicht bewältigen, bei all den Störungen und Irritationen. Das Herz beginnt wieder zu flimmern“ (S. 246). Immer wieder war Weiss genötigt, die Arbeit zu unterbrechen, unter anderem durch einen Krankenhausaufenthalt und seine Dramatisierung von Kafkas „Process“. Die Nervosität und Störungsempfindlichkeit des Autors illustrieren auch wiederholte Probleme mit Motorbootfahrern auf dem See, an dem Weiss’ Wochenendhaus lag, sowie ein Brief an Unseld, dem er am 19. Juli 1974 „mit einigen Bedenken“ den ersten Teil des Romans zur Prüfung zugesandt hatte. In diesem Brief beschwert er sich bitter darüber, keinerlei Ermutigung zum Weitermachen erfahren zu haben. Dennoch gelang es ihm im Juli 1975, den ersten Band an den Verlag abzuschicken, der im September mit einer Auflage von 3.500 Exemplaren erschien.
Längst war die Entscheidung gefallen, einen zweiten Band nachzuschieben, obwohl die Erstausgabe noch keinen Hinweis darauf enthielt. Auch diesen Band, dessen Paris-Kapitel ursprünglich noch für Band 1 vorgesehen waren, musste Weiss 1977 noch einmal von vorn beginnen. Wieder wurde die Arbeit unterbrochen, diesmal von diversen politischen Stellungnahmen (etwa zu Wolf Biermanns Ausbürgerung oder zum Reiseverbot für Pavel Kohout) sowie der Verleihung des Thomas-Dehler-Preises durch das Bundesministerium für innerdeutsche Beziehungen, die ihn in erhebliche Bedenken stürzte.

### Der dritte Band
1978 trafen Weiss und Unseld die einvernehmliche Entscheidung, einen kürzeren „Epilogband“ als Abschluss des Romans herauszubringen. Dieser dritte Band kostete Weiss womöglich noch mehr Mühe als die ersten beiden, da er meinte, es müsse „der beste“ der drei Bände werden. Er verwarf verschiedene Versuche alsbald wieder und klagte im November 1978: „Die Pause vor dem Epilogband dauert nun schon fast 5 Monate.“ Am 28. August 1980 schloss er den Band ab. Schwächezustände hinderten ihn daran, die Verlagskorrekturen einzeln durchzugehen. Er war gezwungen, diese der Suhrkamp-Lektorin Elisabeth Borchers zu überlassen, und genehmigte die Korrekturen schließlich brieflich in summarischer Form. Diese Entscheidung belastete Weiss erheblich, wie aus seinem Briefwechsel mit Unseld hervorgeht. Er erhob letztlich keine Einwände mehr, bat aber um Berücksichtigung seiner Bedenken und weiterer Autorkorrekturen für Nachauflagen. Der Suhrkamp Verlag kam Weiss’ Bitte zunächst auch nach dem Tod des Autors nicht nach, bis auf kleinere Korrekturen aus dem Juni 1981 – im Mai war die Erstauflage erschienen –, die den Umbruch nicht veränderten. Erst die Neuausgabe von 2016 nahm Weiss’ Korrekturen vollständig auf.

### Schweden und die DDR
Schon während der Arbeit an den Einzelbänden übersetzte Ulrika Wallenström die Ästhetik des Widerstands für den kleinen schwedischen Verlag „Arbetarkultur“ ins Schwedische. Diese Übersetzung organisierte Weiss selbst und bestand auch gegenüber Suhrkamp darauf, die schwedischen Rechte (anders als alle anderen skandinavischen Rechte) aus dem Verlagsvertrag herauszuhalten. Der zweisprachige Autor las die schwedischen Korrekturen selbst und arbeitete mit der Übersetzerin zusammen. Die schwedischen Einzelbände erschienen jeweils wenige Monate nach dem deutschen Text bei „Arbetarkultur“.
In der DDR hingegen gestaltete sich die Veröffentlichung des Werkes schwierig. Der Aufbau Verlag erhielt nach Weiss’ Wunsch unmittelbar nach der Veröffentlichung des ersten Bandes ein Angebot für eine DDR-Lizenzausgabe, reagierte aber volle fünf Monate lang nicht darauf. Erst auf Nachfrage von Suhrkamp erklärte Aufbau, man wolle zunächst den zweiten Band abwarten. Es waren offensichtlich politische Probleme, insbesondere die offene Darstellung der Kämpfe innerhalb der Arbeiterbewegung, die diese zögerliche Haltung begründeten. Immerhin kam es zu einem Vorabdruck eines Kapitels des zweiten Bandes in Sinn und Form.
Erst 1981 gelang es dem Ostberliner Henschelverlag, eigentlich ein Theaterverlag, die Zustimmung der DDR-Kulturpolitiker für eine Gesamtveröffentlichung aller drei Bände zu erreichen – vorbehaltlich „gewaltiger Probleme, die der dritte Band noch bringen könnte“ (er war noch nicht erschienen). Es folgte ein weiterer Lektoratsgang mit dem seit langem eng mit Weiss bekannten Manfred Haiduk. 1983 erschien das gesamte Werk schließlich in der DDR in einer Erstauflage von immerhin 5.000 Exemplaren, die nicht in den allgemeinen Buchhandel gingen, sondern gezielt an akademische Kreise abgegeben wurden. Eine Zweitauflage 1987 war von solchen Beschränkungen befreit.
Neben der schwedischen Übersetzung (Motståndets estetik, Stockholm 1976–1981) liegen Übertragungen aller oder einzelner Bände der Ästhetik des Widerstands unter anderem ins Dänische (Modstandens æstetik, Charlottenlund 1987–1988), Englische (The Aesthetics of Resistance, Vol. 1, Durham, NC 2005; Vol. 2, Durham, NC 2020), Französische (L’esthétique de la résistance, Paris 1989), Niederländische (De esthetica van het verzet, Groningen 2000), Norwegische (Motstandens estetikk, Oslo 1979), Spanische (La estâetica de la resistencia, Barcelona 1987) und Türkische (Direnmenin Estetiği, İstanbul 2006) vor.

## Textgestalt
Weiss tippte seine Texte auf großformatiges Papier. Die Typoskripte weisen nur geringe Seitenränder auf und besitzen bereits den blockhaften Charakter, der auch die Bücher prägt. Durch Neuschreiben und Überkleben mit ausgeschnittenen Textteilen vermied der Autor so weit wie möglich handschriftliche Korrekturen direkt im Text. Die Satzvorlagen aller drei Bände sind im Peter-Weiss-Archiv erhalten, von Band 2 und 3 zudem eine große Zahl von Entwürfen und ausgeschnittenen Textschnipseln.
Nach anfänglichen Irritationen, insbesondere durch die wenig lektoratsfreundliche Form der Typoskripte ausgelöst, folgte auf die Absendung der Satzvorlagen ein fruchtbares und intensives Lektorat im Suhrkamp Verlag, in erster Linie durch Elisabeth Borchers. Ihre Bedenken betrafen häufig Skandinavismen des Autors, dessen tägliche Umgangssprache ja Schwedisch war, und grammatische Fehler oder Probleme. Im Verlauf der Arbeit am dritten Band wuchsen jedoch die Reibungen deutlich an. Borchers und Unseld hielten die sprachliche Form für deutlich überarbeitungsbedürftig, was Weiss sehr bedrückte. Obwohl er die Kritik anerkannte, befürchtete er, dass die Anzahl der Korrekturen zu groß sei und die Eingriffe in seinen Text zu weit gingen:
Ein Leser wird die Bearbeitung des Textes vielleicht gar nicht merken vielleicht wird sogar der Eindruck entstehn, dass der Text in diesem Band besser und leichter läuft – viele Eigenarten, Wendungen, „Widerborstigkeiten“ aber fallen mir in meinem Manuskript immer wieder auf, die jetzt behoben sind, literaturhistorisch aber von einer „Entmachtung“ meinerseits zeugen werden. Ich habe mich damit abgefunden, weil ja, wie gesagt, an der Situation nichts mehr zu ändern war. Ich sage mir: der „Urtext“ ist ja weiterhin vorhanden, ist weiterhin vergleichbar. Das eigentümliche Missverhältnis zwischen Manuskript und Buch aber hält mich weiterhin in einer Unruhe.
Die DDR-Ausgabe bot Weiss eine Gelegenheit, dieses „eigentümliche Missverhältnis“ zu ändern. Weiss und Haiduk übernahmen einen Großteil der Suhrkamp-Korrekturen, machten aber einige Streichungen und Ersetzungen rückgängig und nahmen weitere Autoren- und Verlagskorrekturen vor, sehr gegen den Willen von Unseld und Borchers. Dies betraf insbesondere den dritten Band, aber auch einige Passagen des ersten Bandes, die Weiss bei einer Lesung aufgefallen waren. Der endgültigen Fassung stimmte Weiss ausdrücklich als einer Ausgabe letzter Hand zu.
Nunmehr lagen nicht weniger als drei vom Autor genehmigte veröffentlichte Fassungen vor, zwei auf Deutsch und eine auf Schwedisch. Dies konnte auf Dauer nicht verborgen bleiben, zumal es bereits Gerüchte um Auseinandersetzungen zwischen Autor und Verlag gegeben hatte. Ein systematischer Vergleich der Fassungen steht bis heute aus, die Textgeschichte und Einzelprobleme sind jedoch in verschiedenen Aufsätzen beleuchtet worden. So hat Jens-Fietje Dwars 1993 den Brief „Heilmann an Unbekannt“, einen der letzten Textblöcke in Band 3, in der Urtext-, der Suhrkamp- und der Henschel-Fassung verglichen. Es zeigt sich, dass von einer politischen Einflussnahme in keiner der beiden Buchausgaben die Rede sein kann. Doch die Suhrkamp-Ausgabe weist eine Reihe von Glättungen auf, die in der Henschel-Ausgabe zurückgenommen wurden. So wurde eine Passage, die körperliche Ekelerfahrungen beschreibt, bei Suhrkamp deutlich entschärft und bei Henschel wieder in ihrer vollen Drastik eingesetzt:
… die Welt der Exkremente, der übelriechenden Säuren, des Bluts, der Nervenzuckungen, von ihr war ich erfüllt, dort lag ich … (Suhrkamp-Fassung)
… die Welt des Kots, der Eingeweide, der stinkenden Säuren, der von Blut durchpumpten Schläuche, der zuckenden Nervenfasern, von ihr war ich erfüllt, dort lag ich im Schleim, im Schlamm … (Henschel-Fassung)
Aufgrund derartiger Abweichungen hat Jürgen Schutte, der Herausgeber der digitalen Ausgabe der Weiss’schen Notizbücher, 2008 die Erstellung einer Kritischen Ausgabe der Ästhetik des Widerstands angemahnt, die auf der DDR-Fassung basieren und zumindest die Textvarianten der veröffentlichten Fassungen und der Satzvorlagen aufführen soll. Diese steht weiterhin aus. Immerhin erschien am 29. Oktober 2016 bei Suhrkamp eine von Schutte besorgte Neuausgabe, die nicht nur die veröffentlichten Fassungen, sondern auch Weiss’ handschriftliche Korrekturen zu diesen sowie brieflich übermittelte Autorkorrekturen berücksichtigt, um eine Leseausgabe zu erstellen, die so weit wie möglich dem „Gestaltungswillen des Autors“ folgt. Sie enthält ein kurzes „Editorisches Nachwort“ Schuttes, das die verwendeten Textzeugen auflistet.

## Künstler und Kunstwerke im Roman
Die Vielzahl der Künstler und Kunstwerke, die Peter Weiss in dem Roman eingebunden hat, bilden eine Art musée imaginaire (erdachtes Museum), hauptsächlich der Bildenden Kunst und der Literatur, aber auch der Darstellenden Kunst und der Musik. Sie gelten als kulturelle Spurensicherung, mit der ein Bogen von der Antike über das Mittelalter und die Renaissance, über Werke der Romantik und des Realismus bis hin zu der Kunst des Expressionismus und der Avantgarde mit ihrem Ausdruck im Dadaismus, Surrealismus und Kubismus gespannt wird. Die vielfältigen ikonographischen Bezüge sind ins Verhältnis gesetzt zu der Erzählung der Geschichte der Arbeiterbewegung und des Widerstands gegen den Faschismus in Europa in der Mitte des 20. Jahrhunderts. Die kunsthistorischen Exkurse reflektieren die Unzulänglichkeit proletarischer Bildung und die Mechanismen der Herrschaftssicherung mittels kultureller Entmündigung des Proletariats.

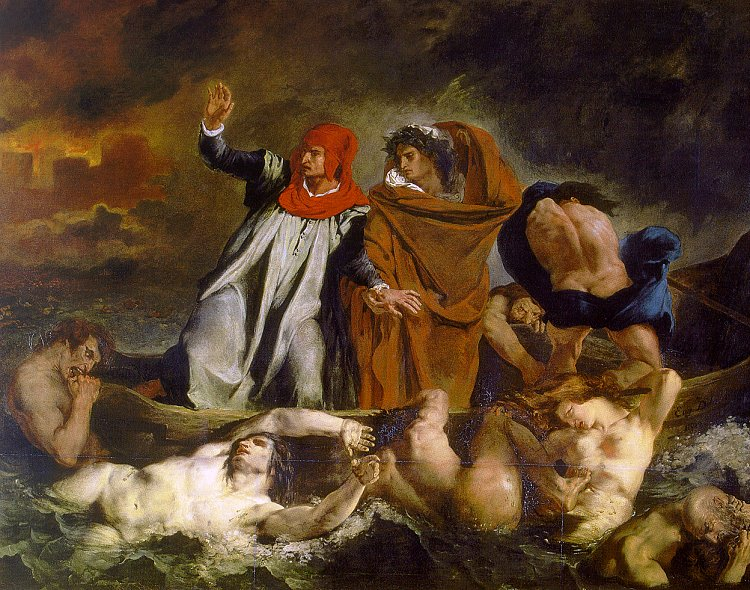
Eugène Delacroix: Die Dantebarke. Eines von über 100 erwähnten Kunstwerken und zugleich Sinnbild für den Einfluss von Dantes Divina Commedia

Einige der besprochenen Werke, wie Dante Alighieris Erzählung der Divina Commedia oder Pablo Picassos Gemälde Guernica, und skizzierten Persönlichkeiten, wie der Maler Théodore Géricault mit seinem Hauptwerk Das Floß der Medusa, nehmen einen zentralen Raum im Handlungsverlauf ein. Andere stehen als Beispiele für die Gedankengänge des Ich-Erzählers oder als Aufzählungen in Sinnzusammenhängen, wieder andere ergeben sich aus dem Kontext. Der Roman ist sowohl eine Würdigung des Widerstands gegen den Nationalsozialismus wie ein Plädoyer für die Kunst als Lebensnotwendigkeit: „Es geht um den Widerstand gegen Unterdrückungsmechanismen, wie sie in ihrer brutalsten, faschistischen Form zum Ausdruck kommen, und um den Versuch zur Überwindung einer klassenbedingten Aussperrung von den ästhetischen Gütern.“

### Divina Commedia
Die Ästhetik des Widerstands ist in hohem Maße durch Dantes Anfang des 14. Jahrhunderts entstandene Verserzählung der Divina Commedia beeinflusst. Als Werk wird es im ersten Teil des Romans eingeführt, indem die Protagonisten, die es gemeinsam lesen und debattieren, es als beunruhigend und rebellisch aufnehmen. Mit der Commedia schildert Dante als Ich-Erzähler seine Reise durch die drei Reiche des Jenseits, die ihn durch das Inferno (die Hölle) mit neun Höllenkreisen, das Purgatorio (den Läuterungsbereich oder das Fegefeuer) mit sieben Bußbezirken und schließlich in das Paradiso (Paradies) mit neun Himmelssphären und seiner höchsten Stufe, dem Empyreum, führen.

„Was geschah denn hier, fragten wir uns seit dem Sommer dieses Jahrs, da wir den Weg in die merkwürdige, auf den Kopf gestellte, in die Erde versenkte Kuppel angetreten hatten, mit ihren Kreisen, die immer tiefer führten, und die Dauer eines Lebens in Anspruch nehmen wollten, während sie nach dem Durchgang doch noch Aufstieg verhießen, auch ringweise, bis zu Höhen, die außerhalb des Vorstellbaren lagen.“

In zahlreichen Motiven, Anspielungen und mythischen Ableitungen stellt Peter Weiss im weiteren Handlungsgeschehen wiederholt die Verbindung her. Auch in der ästhetischen Organisation, dem Aufbau des Romans, kann der Bezug zur Wanderung durch die Jenseitsreiche gesehen werden. Diese wiederum ist ein Erkenntnisprozess: „Wir lernten, was in uns übereinstimmte mit Dantes Poesie, lernten, warum der Ursprung aller Kunst die Erinnrung ist.“

### Zentrale Kunstwerke
Neben der Divina Commedia sind es vor allem Pablo Picassos 1937 im Spanischen Bürgerkrieg entstandenes Gemälde Guernica zum Ende des ersten Bands und Théodore Géricaults 1819 fertiggestelltes Floß der Medusa im ersten und zu Beginn des zweiten Bands, die in den Besprechungen zentralen Raum einnehmen. Beide Bilder werden in den Zusammenhang gestellt mit den jeweiligen Schaffensprozessen der Künstler, ihren persönlichen Motiven, den politischen Hintergründen, mit Entsprechungen aus der Mythologie, mit Ableitungen aus früheren und Einflüssen auf folgende Werke. Insbesondere aber werden sie der Fragestellung „Was hat es mit uns zu tun“ unterzogen.
Weitere ausführlich besprochene Gemälde sind Eugène Delacroix’ nach der Julirevolution von 1830 entstandenes Die Freiheit führt das Volk, das von Francisco de Goyas 1814 geschaffene Die Erschießung der Aufständischen und Adolph Menzels Darstellung Das Eisenwalzwerk aus dem Jahr 1875.
Der Einstieg in die Handlung geschieht mit einer wortreichen Beschreibung des Pergamonaltars im Berliner Pergamonmuseum, die zugleich einen Vorgriff auf den Inhalt nimmt:

„Wir hörten die Hiebe der Knüppel, die schrillenden Pfeifen, das Stöhnen, das Plätschern des Bluts. Wir blickten in eine Vorzeit zurück, und einen Augenblick lang füllte sich auch die Perspektive des Kommenden mit einem Massaker, das sich vom Gedanken an Befreiung nicht durchdringen ließ.“

Das Motiv wird am Ende des Romans abschließend aufgegriffen, so dass es die Erzählung gleichsam umrahmt.
Umfassend beschriebene Bauwerke sind zudem die Basilika Sagrada Família in Barcelona im ersten Band und die Tempelanlage von Angkor Wat in Kambodscha im dritten Band. Als weiteres literarisches Werk ist Franz Kafkas unvollendeter Roman Das Schloss, veröffentlicht 1922, im ersten Band ausführlich besprochen und in die bedeutsame Auseinandersetzung um den realistischen und den avantgardistischen Kunstbegriff dargestellt.

### Fragestellungen
Bereits in der doppelten Aussage des Romantitels ist die Komplexität im Verhältnis Widerstand und Ästhetik angelegt. Der Roman enthält beide Erzählstränge, er ist sowohl unter dem Aspekt der „Kunst als formgebender Widerstandsfunktion“, also der Widerständigkeit der Kunst (genitivus objectivus) zu lesen, als auch mit dem Blick auf die „Rolle der Ästhetik für den Widerstand“ (genitivus subjectivus). Die Kunstrezeptionen innerhalb der Handlung gelten als breit angelegte, parteiische Aufarbeitung der Geschichte der Kunst, die zugleich durch die ihr eigene eingeschränkte Zugänglichkeit hinterfragt wird:

„Über Kunst sprechen zu wollen, ohne das Schlürfende zu hören, mit dem wir den einen Fuß vor den andern schoben, wäre Vermessenheit gewesen. Jeder Meter auf das Bild zu, das Buch, war ein Gefecht, wir krochen, schoben uns voran, unsre Lider blinzelten, manchmal brachen wir bei diesem Zwinkern in Gelächter aus, das uns vergessen ließ, wohin wir unterwegs waren.“

Sinnbild dieses Prozesses ist die als zentrales Motiv angelegte Figur des Herakles. Der Heros aus der griechischen Mythologie steht für seine Stärke, mit der er die ihm auferlegten Arbeiten bewältigt. Zugleich erlangte er Unsterblichkeit, weil er auf Seiten der Götter kämpfte. Im Roman wird er als umstrittene Identifikationsfigur der Arbeiterklasse symbolisiert. Beginnend mit der Frage, warum sein Bild im Fries des Pergamonaltars fehle, setzt sich im gesamten Roman die Suche nach dem wahren Herakles fort und findet in der letzten Szene ihren Abschluss. Anhand seines Mythos aber wird auch das Verhältnis der Arbeiterklasse zur Kunst bebildert:

„Herakles aber zog Linos, dem Lehrer, der seinem Schüler weismachen wollte, die einzige Freiheit, die es gäbe, sei die Freiheit der Kunst, den Hut so hart über die Augen, dass ihm das Nasenbein brach, und als der Magister weiterhin behauptete, die Kunst sei zu allen Zeiten unabhängig von den jeweiligen Wirrnissen zu genießen, stecke er ihn kopfüber in die Jauchegrube und ertränkte ihn, zum Beweis, dass waffenlose Schöngeistigkeit einfachster Gewalt nicht standhalten kann.“

Die grundsätzliche Frage jedoch, die sich sowohl im Inhalt wie in der Ausführung der Ästhetik des Widerstands als Kunstwerk selbst stellt, ist die nach der Darstellbarkeit der historischen Gräuel und Schrecken mit künstlerischen und literarischen Mitteln. Peter Weiss beantwortet sie mit dem Rückbezug auf die Werke der Kunst.

## Rezeption

### Zwiespältige Reaktionen im Kulturbetrieb
Die „Ästhetik des Widerstands“ fand von Beginn an starke Beachtung in den Feuilletons. Alle drei Bände des Werks wurden jeweils kurz nach Erscheinen in den deutschsprachigen Tages- und Wochenzeitungen von prominenten Rezensenten besprochen. Das Echo war allerdings sehr gemischt, insbesondere beim ersten Band überwogen die negativen Einschätzungen. Teilweise bezogen sich die Autoren dabei auf eine Formulierung, die Peter Weiss in einem Vorab-Interview mit dem ZEIT-Redakteur Rolf Michaelis gebraucht hatte: „Es ist eine Wunsch-Autobiographie.“ So machte Reinhard Baumgart in der Süddeutschen Zeitung Weiss den Vorwurf, „ein rot geträumtes Leben“ (so der Titel der Rezension) als Roman auszugeben. Auch andere Autoren zielten stärker auf das vielfach veröffentlichte politische Bekenntnis von Weiss als auf die Romanform selbst, so etwa Moritz Menzel und Hans Christoph Buch im Spiegel. Während der erste Band nur von Alfred Andersch in der Frankfurter Rundschau sehr positiv beurteilt wurde (er prägte den später häufig benutzten Begriff des „roman d’essai“ oder Essay-Romans), bekamen die Folgebände mehr positive Rezensionen, etwa von Wolfram Schütte in der Frankfurter Rundschau und von Joachim Kaiser und Heinrich Vormweg in der Süddeutschen Zeitung. Zumindest Andersch, Schütte und Vormweg bewerteten ebenfalls stärker das erinnerungspolitische Vorhaben des Werks als dessen formale Realisierung, wie Martin Rector in seinem Überblick zeigt.
Anders verhielt sich Fritz J. Raddatz, einer der schärfsten Kritiker des Werks, der alle drei Bände in der ZEIT verriss: Er urteilte, dass die Ästhetik des Widerstands als Roman ein Irrweg sei, da sie lediglich abstrakte, unsinnliche, unpsychologische Gestalten und listenhafte Aufzählungen präsentiere („Faschismus als Kreuzworträtsel“, „Blasen aus der Wort-Flut“, „Kein Fresko, sondern ein Flickerlteppich“). Genau entgegengesetzt argumentierte Hanjo Kesting im Spiegel: Gerade der Bruch mit den Gattungstraditionen mache den Wert des Werkes aus; im Übrigen griffen alle Deutungen zu kurz, die die Ästhetik des Widerstands mit den in ihr vertretenen Positionen gleichsetzten, denn das eigentliche Thema des Romans sei die Selbstfindung des Ich-Erzählers als Künstler. Günter Platzdasch versuchte in einer eurokommunistischen Zeitschrift Anfang 1977, das Werk der Linken „zur kritischen Selbstverständigung“ (so der Literaturwissenschaftler Klaus R. Scherpe) zuzuführen.

### Lesekreise
Bemerkenswerter war jedoch eine kollektive Rezeption des Romans in einer großen Zahl von Lesezirkeln, die der politischen Linken zugerechnet werden können. Eine Art Initialzündung für diese Rezeptionsform war die Berliner Volks-Uni 1981. Dort fand sich bereits eine ganze Reihe von Lesekreisen zusammen, teilweise aus Studenten und Dozenten, teilweise aber auch aus außeruniversitären, insbesondere linksgewerkschaftlichen Kreisen. Sie rezipierten das Werk gemeinsam und sprachen darüber bei regelmäßigen Treffen. Wie viele solcher Leserkreise es gab, ist nicht erforscht, doch gibt es zahlreiche Hinweise auf sie. So berichtete der Bremer Literaturdozent Thomas Metscher von regelmäßigen Freizeiten der Naturfreundejugend im Allgäu, bei denen die Ästhetik des Widerstands gelesen wurde, und Martin Rector zitiert ein Protokoll eines solchen Leserkreises, an dem unter anderem Erzieherinnen, Masseure, Setzer und Buchhändlerinnen teilnahmen, aus Literatur konkret 6 (1981/82): In einer Gruppe lesen wir seit einem Jahr Peter Weiss’ Ästhetik des Widerstands. … Nichtakademiker und abhängig Beschäftigte also in der Mehrheit, Menschen, von deren Geschichte die Ästhetik des Widerstands handelt, wenn auch auf eine uns bisher unvertraute Weise.
Es gab zudem zahlreiche Gruppierungen rund um Germanistikdozenten an unterschiedlichen Universitäten, die ähnliche kollektive Leseerfahrungen machten – Rector, der selbst dazugehörte, zählt nicht weniger als sieben Universitäten auf. Auch in der DDR, wo das Werk nur unter Schwierigkeiten erhältlich war und zum Teil aus entliehenen Exemplaren abgeschrieben wurde, sind derartige Gruppen belegt, insbesondere an der Berliner Humboldt-Universität und der Friedrich-Schiller-Universität Jena. In Berlin fand 1984/85 eine interdisziplinäre Ringvorlesung zu diesem Werk statt, die anschließend in einem Sammelband dokumentiert wurde. Derartige Sammelbände wurden in den 1980er Jahren in großer Zahl von den universitären Lesegruppen publiziert.
In dem Kriminalroman Weg vom Fenster von Barbara Krohn (1999) wird das Mordopfer – ein Literaturprofessor – während einer Lesung aus Die Ästhetik des Widerstands in einem Lesekreis erschossen.

### Intermediale Rezeption
Der Filmemacher Harun Farocki führte am 17. Juni 1979 in Stockholm ein Gespräch mit Peter Weiss zum Entstehungsprozess des dritten Bands der Ästhetik des Widerstands, das die Grundlage der filmischen Dokumentation Zur Ansicht: Peter Weiss bildete. Farockis Film wurde im Februar 1980 bei den Internationalen Filmfestspielen Berlin aufgeführt und 2012 als Band 30 der „filmedition suhrkamp“ veröffentlicht (Peter Weiss. Filme). Im Dezember 1984 wurde in der West-Berliner Hochschule der Künste die Ausstellung „Spuren der Ästhetik des Widerstands“ gezeigt, die sich unter anderem mit Weiss’ Werk auseinandersetzte; in späteren Jahren gab es weitere Ausstellungen, die künstlerische Arbeiten zu Weiss’ Roman und dessen zentralem Topos zeigten. Mehrere bildende Künstler wie Fritz Cremer, Hubertus Giebe oder Rainer Wölzl und Komponisten wie der finnische Blacher-Schüler Kalevi Aho, der Villa-Massimo-Stipendiat Helmut Oehring oder der Dessau-Schüler Friedrich Schenker griffen in ihren Werken auf Motive aus der Ästhetik des Widerstands zurück. 2007 erschien eine 630 Minuten lange Hörspielfassung mit Robert Stadlober und Peter Fricke als Sprechern, die zum Hörbuch des Jahres 2007 gewählt wurde. Verantwortlich für die Regie und Hörspielbearbeitung war Karl Bruckmaier. Die Redaktion teilten sich für den Bayerischen Rundfunk Herbert Kapfer und für den Westdeutschen Rundfunk Wolfgang Schiffer.

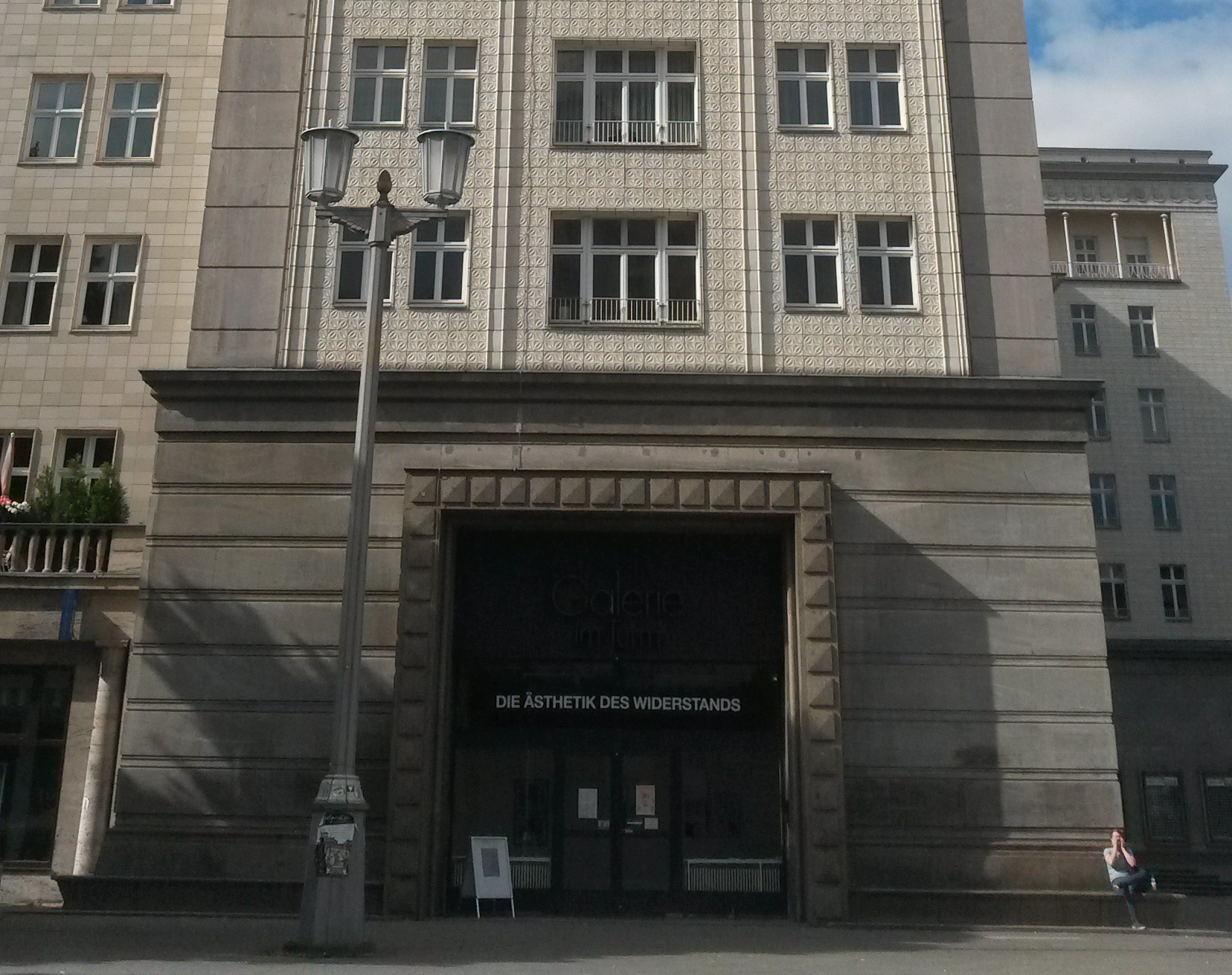
Die Ästhetik des Widerstands. Ein Ausstellungsprojekt zu dem Roman von Peter Weiss. Galerie im Turm Berlin, 2014

Die Band Rome veröffentlichte 2011 ein umfangreiches Konzeptalbum mit dem Titel Die Ästhetik der Herrschaftsfreiheit. Das Album greift neben Werken von Bertolt Brecht, Friedrich Nietzsche, Pierre-Joseph Proudhon vor allem auch Motive aus der Ästhetik des Widerstands auf. Auch das Album To Drink From The Night Itself (2018) der schwedischen Melodic-Death-Metaller At the Gates ist eigenen Angaben zufolge vorrangig durch Weiss’ Die Ästhetik des Widerstands inspiriert.
Eine Bühnenfassung der Ästhetik des Widerstands, die der Dramaturg Tilman Neuffer gemeinsam mit Regisseur Thomas Krupa erarbeitet hatte, wurde am 24. Mai 2012 am Schauspiel Essen uraufgeführt. Die Bearbeiter reduzierten die voluminöse Romanvorlage auf annähernd 50 Szenen. Die etwa dreieinhalbstündige Spielfassung, die mit elf Schauspielern umgesetzt wurde, konzentrierte sich schwerpunktmäßig auf den ersten und dritten Band von Weiss’ Roman und hob die in einer surrealen Traumsprache gestalteten Elemente der Vorlage hervor. Während manche Kritiker ein theaterwirksames, leicht gefügtes und schmerzhaft genau beobachtetes Spiel gegen das Vergessen würdigten, sahen andere in dem Projekt angesichts der Materialfülle eine Überforderung des Theaters, vermissten Ansätze der Aktualisierung oder bemängelten eine Inkongruenz zwischen Weiss’ experimenteller Erzähltechnik und der Beschränkung der Bearbeiter auf klassische Bühnendialoge. Die Entstehung der Essener Bühnenfassung ist Gegenstand des Dokumentarfilms Uraufführung: Vom Buch zur Bühne der Produktionsfirma Siegersbusch, der im April 2013 in Essen Premiere hatte.
Auch in der freien Film- und Theaterszene entstanden Projekte, die auf Textsequenzen aus der Ästhetik des Widerstands basierten, darunter das Theaterprojekt Passage. Drei Stücke aus „Die Ästhetik des Widerstands“ des Theaters Gegendruck, das am 30. September 2012 in Bochum uraufgeführt wurde. Der rund eineinhalbstündige Film VidaExtra des unabhängigen galicischen Filmemachers Ramiro Ledo Cordeiro, der im April 2013 in Buenos Aires uraufgeführt wurde, verknüpft Ausschnitte aus der Ästhetik des Widerstands mit den Ereignissen um die Eurokrise. Eine weitere Bühnenbearbeitung der Ästhetik des Widerstands entwickelte der französische Schauspieler und Schriftsteller Sylvain Creuzevault für das Pariser Staatstheater Odéon – Théâtre de l’Europe. Creuzevaults vierstündige Bühnenfassung wurde 2025 aufgeführt.

## Ausgaben
Erstausgaben
- Die Ästhetik des Widerstands. Band 1. Frankfurt: Suhrkamp, 1975, ISBN 3-518-04416-8
  - Durchgesehene Neuauflage. Frankfurt: Suhrkamp, 1976, ISBN 3-518-04417-6
- Band 2. Frankfurt: Suhrkamp, 1978, ISBN 3-518-04418-4
- Band 3. Frankfurt: Suhrkamp, 1981, ISBN 3-518-04420-6

Erstausgabe DDR
- Die Ästhetik des Widerstands. Band 1–3. Berlin: Henschelverlag, 1983

Erstausgabe Schweden
- Motståndets estetik. Band 1. Übersetzung: Ulrika Wallenström. Stockholm: Arbetarkultur, 1976, ISBN 91-7014-056-1
- Motståndets estetik. Band 2. Übersetzung: Ulrika Wallenström. Stockholm: Arbetarkultur, 1979, ISBN 91-7014-100-2
- Motståndets estetik. Band 3. Übersetzung: Ulrika Wallenström. Stockholm: Arbetarkultur, 1981, ISBN 91-7014-136-3

Erstausgabe der korrigierten Fassung
- Die Ästhetik des Widerstands. Herausgegeben mit einem editorischen Nachwort von Jürgen Schutte. Berlin: Suhrkamp, 2016, ISBN 978-3-518-42551-0

Notizbücher
- Peter Weiss: Notizbücher 1971–1980. Zwei Bände. Frankfurt: Suhrkamp, 1981. (= edition suhrkamp, Neue Folge, Band 67)
- Peter Weiss: Die Notizbücher. Kritische Gesamtausgabe, hg. v. Jürgen Schutte in Zusammenarbeit mit Wiebke Amthor und Jenny Willner. Berlin: Digitale Bibliothek, 2006 (CD-ROM), ISBN 978-3-89853-549-6

## Hörspielfassung
Die Ästhetik des Widerstands, Hörspiel in 12 Teilen. Mit Robert Stadlober, Peter Fricke, Helga Fellerer, Ulrich Frank, Paul Herwig, Rüdiger Vogler, Michael Troger, Helmut Stange, Christian Friedel, Stephan Zinner, Katharina Schubert, Sabine Kastius, Susanne-Marie Wrage, Hanns Zischler, Jochen Striebeck, Wolfgang Hinze, Jule Ronstedt / Komposition: David Grubbs / Bearbeitung und Regie: Karl Bruckmaier. BR/WDR 2007.
CD-Edition: Der Hörverlag, 2007, ISBN 978-3-86717-014-7. Als Podcast alle 12 Teile im BR Hörspiel Pool.

## Filmdokumentation und Vertonungen
Filmdokumentation
- Zur Ansicht: Peter Weiss. Regie: Harun Farocki. Berlin: Harun Farocki Filmproduktion 1979 (44-minütige Darstellung der Arbeit am dritten Band der Ästhetik des Widerstands).

Vertonungen
- Kalevi Aho: Pergamon. Kantate für 4 Orchestergruppen, 4 Rezitatoren und Orgel. Uraufführung: Helsinki, 1. September 1990. Auftragsarbeit für die Universität Helsinki zur 350-Jahr-Feier der Universität; der Text entstammt in der Hauptsache dem Anfang von Die Ästhetik des Widerstands. Die vier Rezitatoren lesen die drei Textauszüge simultan in vier Sprachen: Deutsch, Finnisch, Schwedisch und Altgriechisch.[36]
- Nikolaus Brass: Fallacies of Hope – Deutsches Requiem (2006). Musik für 32 Stimmen in 4 Gruppen mit Textprojektion (ad libitum) aus Die Ästhetik des Widerstands
- Helmut Oehring: Quixote oder Die Porzellanlanze (nach Motiven des ersten Bandes der Ästhetik des Widerstands). Uraufführung: Festspielhaus Hellerau, 27. November 2008
- Rome: Die Ästhetik der Herrschaftsfreiheit (chanson noir/Konzeptalbum nach Motiven aus der Ästhetik des Widerstands u.a), verlegt bei Trisol Music Group, 2012
- Friedrich Schenker: Ästhetik des Widerstandes I für Bassklarinette und Ensemble (Streichquartett, Flöte, Posaune, Klavier, Schlagzeug). Uraufführung: Gewandhaus (Leipzig), 16. Januar 2013, Auftragswerk des Gewandhauses zu Leipzig
- Gerhard Stäbler, Sergej Maingardt: The Raft – Das Floss. Uraufführung: Ballhaus Düsseldorf, 24. Januar 2016